# National Basketball League (Giappone)
La National Basketball League (ナショナル・バスケットボール・リーグ), è stata la principale lega professionistica di pallacanestro del Giappone insieme alla Bj league.

## Storia
Creata nel 2013, dopo lo scioglimento della Japan Basketball League, raggruppa le principali franchigie nipponiche insieme alla Bj league, ma al contrario di quest'ultima ha un sistema di promozione/retrocessione.
Nel 2016, si fonde con la Bj league per formare la B.League a causa della sospensione da parte della FIBA alla Japan Basketball Association per la mancata coesione tra le due leghe.
La squadra che è riuscita a vincere più edizioni è il Toshiba Brave Thunders vincendone due.

## Albo d'oro
| Stagione  | Vincitore         | Serie | Secondo Posto   |
| 2013-2014 | Toshiba Brave Th. | 3-0   | Wakayama Trians |
| 2014-2015 | Aisin SeaHorses   | 3-1   | Toyota Alvark   |
| 2015-2016 | Toshiba Brave Th. | 3-2   | Aisin SeaHorses |

## Vittorie per club
| Club              | Titolo | Città    | Anno       |
| ----------------- | ------ | -------- | ---------- |
| Toshiba Brave Th. | 2      | Kawasaki | 2014, 2016 |
| Aisin SeaHorses   | 1      | Kariya   | 2015       |